# ジョエル・ショウヘイ
ジョエル・ショウヘイ（Joel Shohei、2000年3月8日- )は、日本で活動しているダンサー、俳優。フリー・ウエイブ所属。

## 人物
現在の事務所に入り、ダンスやモデルを中心としたタレント活動が始まる。
藤井風を始め、GENERATIONSなどダンサーとして数々のアーティストのバックアップを経験。

## 出演

### テレビCM
- レバテック「ITの仕事、選べません！」篇、「習得スキル、選べません！」篇 (2023)[1]
- ZOZOTOWN MUSIC SHOW

「ソウル 篇2021年」, 「テクノ篇 2022年」,  「Y2K 篇 2023」,「出会える服、着てますか？〜アンブレラダンス〜篇 2024年」

- CASTER BIZ 「レトロフューチャーオフィス」篇 (2021) [1]

### PV
- 藤井風「きらり」[1]
- 藤井風「燃えよ」[1]
- キタニタツヤ「PiNK」[1]
- Nulbarich「Liberation」[1]

### 舞台
- ミュージカル『新テニスの王子様』The Third Stage　ドゥドゥ・オバンドゥー役 (2023年10月6日-11月12日, TOKYO DOME CITY HALL, メルパルクホール大阪, TACHIKAWA STAGE GARDEN)[3]
- 『川越ボーイズ・シング』-喝采のクワイア-　鈴木カーティス役 (2024年6月22日-6月30日, シアターH)[4]
- 舞台『呪術廻戦 0』WITH LIVE BAND（2024年12月13日 - 29日、天王洲 銀河劇場 / 2025年1月18日 - 19日、SkyシアターMBS）- ミゲル 役[5]
- 舞台『ブルーロック』4th STAGE（2025年5月15日 - 25日、THEATER MILANO-Za / 5月30日 - 6月1日、東大阪市文化創造館 Dream House 大ホール） - 蛇来弥勒 役[6]

### ライブツアー、イベント
- 藤井風 (Fujii Kaze) 全国ツアー “LOVE ALL ARENA TOUR” 2022年12月17日- 2023年2月15日　[1]
- GENERATIONS from EXILE TRIBE 全国ツアー "WONDER SQUARE LIVE TOUR 2022" 開幕祭[7]
- 「テニミュ秋の合同大運動会2023」11月14日・11月15日 有明アリーナ[8]
- 『FreeWave FUN FAN MEETING』Vol.1[9]